# Pilgrims of the Night
Pilgrims of the Night er en amerikansk stumfilm fra 1921 af Edward Sloman.

## Medvirkende
- Lewis Stone som Philip Champion / Lord Ellingham
- Rubye De Remer som Christine
- William V. Mong som Ambrose
- Kathleen Kirkham som Lady Ellingham
- Raymond Hatton som Le Blun
- Walter McGrail som Gilbert Hannaway
- Frank Leigh som Marcel